# Dicranomyia repentina
Dicranomyia repentina är en tvåvingeart som först beskrevs av Alexander 1929.  Dicranomyia repentina ingår i släktet Dicranomyia och familjen småharkrankar. Inga underarter finns listade i Catalogue of Life.